# Asplenium centrafricanum
Asplenium centrafricanum är en svartbräkenväxtart som beskrevs av Pichi-serm. Asplenium centrafricanum ingår i släktet Asplenium och familjen Aspleniaceae. Inga underarter finns listade.